# Rollingstone (Minnesota)
Rollingstone es una ciudad ubicada en el condado de Winona en el estado estadounidense de Minnesota. En el Censo de 2020 tenía una población de 678 habitantes y una densidad poblacional de 542,40 personas por km².

## Geografía
Rollingstone se encuentra ubicada en las coordenadas 44°5′58″N 91°49′8″O / 44.09944, -91.81889. Según la Oficina del Censo de los Estados Unidos, Rollingstone tiene una superficie total de 1.25 km², de la cual 1.25 km² corresponden a tierra firme y (0%) 0 km² es agua.

## Demografía
Según el censo de 2020, había 678 personas residiendo en Rollingstone. La densidad de población era de 531,89 hab./km². De los 678 habitantes, Rollingstone estaba compuesto por el 98.64% blancos, el 0% eran afroamericanos, el 0.3% eran amerindios, el 0.9% eran asiáticos, el 0% eran isleños del Pacífico, el 0% eran de otras razas y el 0.15% pertenecían a dos o más razas. Del total de la población el 0.75% eran hispanos o latinos de cualquier raza.